# آرتیباش
آرتیباش (به لاتین: Artybash) یک منطقهٔ مسکونی در روسیه است که در جمهوری آلتای واقع شده‌است.